# Емануилов, Игнат
Игнат Емануилов (18 сентября 1908, Комштица Софийский округ Болгария - 24 ноября 1966) — болгарский микробиолог.

## Биография
Родился 18 сентября 1908 года в селе Комшица. В 1933 году окончил ветеринарно-медицинский факультет СофГУ. В 1939 году вернулся в родной университет в качестве профессора кафедры гигиены и технологии хранения пищевых продуктов и проработал там всю свою жизнь, при этом с 1953 года работал также в институте микробиологии Болгарской АН. В 1962 году был избран на должность директора института микробиологии Болгарской АН. Данную должность он занимал до смерти. С 1961-по 1966 год занимал должность академика-секретаря Биологического отделения Болгарской АН. Чрезмерная физическая и умственная нагрузка, упорная работа в университете и институте, а также пребывание в должности академика-секретаря и членство в Болгарской АН подорвало его здоровье.
Скончался 24 ноября 1966 года в возрасте всего лишь 58 лет.

## Научные работы
Основные научные работы посвящены ветеринарии и микробиологии.
- Исследовал микроорганизмы — продуценты энзимов, витаминов и антибиотиков.
- 1956-63 — Автор учебников и руководств по ветеринарной патологии, микробиологии и ветеринарно-санитарной экспертизы пищевых продуктов животного происхождения.
- Внёс вклад в развитие ветеринарной патологии, микробиологии и ветеринарно-санитарной экспертизы пищевых продуктов животного происхождения.

## Членство в организациях
- Член Болгарской АН (1961-66)

## Награды и премии
- Димитровская премия НРБ (1951).